# Linia kolejowa Braunschweig – Derneburg
Linia kolejowa Braunschweig – Derneburg – dawna niezelektryfikowana linia kolejowa w kraju związkowym Dolna Saksonia, w Niemczech. Łączyła Brunszwik z Lebenstedt i Derneburgiem. Została wybudowana przez Braunschweigische Landes-Eisenbahn-Gesellschaft (BLE).